# Якуби, Бенафша
Бенафша Якуби — афганская активистка за права инвалидов . В 2021 году она вошла в список 100 женщин Би-би-си.

## Карьера
Бенафша Якуби родилась слепой и стала активисткой за права инвалидов. Она изучала персидскую литературу в Иране, а затем получила две степени магистра в Кабуле, прежде чем поступить на работу в Генеральную прокуратуру. Вместе со своим мужем Махди Салами, также слепым, она основала организацию «Рахьяб», чтобы помогать слепым и обучать их.
С 2019 года Якуби была комиссаром Афганской независимой комиссии по правам человека (AIHRC), пока вместе со своим мужем не бежала из Афганистана в 2021 году. С третьей попытки они добрались до аэропорта Кабула и отправились в Великобританию.
В 2020 году Якуби была кандидатом в Комитет по правам инвалидов. В 2021 году она вошла в число 100 женщин Би-би-си.